# Cycle de vie (ouvrage)
Pour les articles homonymes, voir Cycle de vie.
En construction, le terme cycle de vie, couvre plusieurs notions.

## Analyse de cycle vie
L'un des moyens d'évaluation de l'impact environnemental global d'un produit ou d'un système est l'analyse de cycle de vie (ACV) ; cela peut aussi s'appliquer au secteur du bâtiment et des travaux publics (BTP),. L'ACV est un outil utilisé dans de nombreux secteurs professionnels et son processus itératif a reçu une standardisation par des normes officielles. En France, dans le secteur des produits pour la construction, cet outil a progressivement vu son apparition au début des années 2000, à la fois en lien avec une demande plus forte concernant la performance environnementale de ceux-ci et dans la perspective du développement durable ; depuis la loi Grenelle II (ou loi n° 2010-788 du 12 juillet 2010 portant engagement national pour l'environnement), le secteur du bâtiment est incité à réaliser des ACV.
L'ACV pour le bâtiment considère un certain nombre d'impacts environnementaux : « le changement climatique, l’eutrophisation et l’acidification des sols et des milieux aquatiques, l’écotoxicité, la toxicité humaine, la consommation d’énergie, d’eau et l’occupation des surfaces ».
En analyse du cycle de vie (ACV), typiquement, le cycle de vie d'un bâtiment peut être divisé en les phases suivantes :
1. extraction des matières premières nécessaires ;
2. traitement et fabrication de matériaux de construction et de composants de construction ;
3. transport et installation de matériaux de construction et de composants ;
4. exploitation, entretien et réparation de bâtiments ;
5. élimination des matériaux à la fin du cycle de vie du bâtiment, ou recyclage.

La gestion du cycle de vie des bâtiments ou (BLM pour « Building lifecycle management ») est l'adaptation des techniques de Gestion du cycle de vie des produits (PLM pour Product lifecycle management) à la conception, la construction et la gestion des bâtiments. La gestion du cycle de vie du bâtiment nécessite une modélisation précise et complète de l'information de construction (Building information modeling). La gestion du cycle de vie de l'environnement bâti nécessite une ontologie standardisée et l'intégration de compétences, de technologies et de processus disparates. L'IFC (Industry Foundation Classes) du bâtiment dérive de Standard pour l'échange de données de produit (STEP).
L'ACV peut être utilisée à différentes échelles : elle peut ainsi s'appliquer à un produit de construction, un bâtiment complet, un îlot de constructions urbaines, voire un quartier dans son ensemble. Toutefois, certains éléments limitent encore l'ACV : par exemple, il n'y a pas encore eu de converge entre les calculs énergétiques et ceux environnementaux, et afin que des non-experts puissent utiliser la méthode, il pourrait y avoir une acceptation d'une simplification des modèles de calcul ; enfin, il n'y a pas encore eu d'harmonisation des outils informatiques de calcul. Au niveau européen, plusieurs démarches de normalisation sont en cours à ce propos.

## Autre
Le cycle de vie d'un ouvrage comprend 5 phases par lequel passe un ouvrage architectural[réf. nécessaire]:
1. Conception
2. Construction
3. Exploitation
4. Rénovation
5. Démantèlement/Déconstruction

Les ouvrages classés aux monuments historiques ou à l'UNESCO ne sont pas concernés par la phase 5.

## Partenariats public-privé (PPP)
Les partenariats public-privé (PPP) regroupent à la fois la conception, la réalisation et l'exploitation d'un bâtiment par une entreprise. Dans ce montage, l'architecte a un rôle restreint à la conception et ne peut jouer son rôle de conseil au commanditaire qui n'est plus maître de l'ouvrage.